# Полокване
Полокване (Polokwane), бывший Питерсбург (африк. Pietersburg) — административный центр местного муниципалитета Полокване, Района имени Тропика Козерога и провинции Лимпопо (ЮАР).

## История
В 1840-х годах фуртреккеры под руководством Андриса Хендрика Потгитера основали поселение Злутпансбергдорп. Из-за стычек с местными племенами поселение пришлось оставить, и в 100 км к юго-востоку его обитатели основали новое поселение, которое назвали Питерсбург в честь Петруса Жубера. Во время Второй англо-бурской войны англичане построили здесь концентрационный лагерь, в котором содержалось почти 4 тыс. бурских женщин и детей.
23 апреля 1992 года бывший «town» официально получил статус «city». 25 февраля 2005 года правительство заменило прежнее бурское название города на слово из языка северный сото, которое имеет значение «безопасное место».